# Ereignisbasierter Bildsensor
Ein ereignisbasierter Bildsensor (von englisch event-based vision sensor, häufig englisch event camera genannt) ist ein spezieller Lichtsensor, der auf Änderungen in der Umgebungshelligkeit reagiert. Herkömmliche, zeitgesteuerte Videokameras, die beispielsweise auf CCD-Sensoren beruhen, nehmen pro Zeitschritt ein ganzes Einzelbild auf, wobei die Bildrate extern vorgegeben wird. Im Gegensatz dazu misst ein ereignisbasierter Bildsensor die Veränderung der Helligkeit einer Szene basierend auf einzelnen Bildpunkten und zeigt diese bei hinreichendem Betrag an, wobei die Bildpunkte unabhängig voneinander und asynchron bewertet werden.